# Perinetia nigrifacies
Perinetia nigrifacies är en stekelart som beskrevs av André Seyrig 1952. Perinetia nigrifacies ingår i släktet Perinetia och familjen brokparasitsteklar. Inga underarter finns listade i Catalogue of Life.